# 经济、社会及文化权利国际公约任择议定书

《公约》的《任择议定书》的缔约方和签署方:
缔约方
签署方但未批准
未签署也未批准

《〈经济、社会及文化权利国际公约〉任择议定书》（英語：Optional Protocol to the International Covenant on Economic, Social and Cultural Rights，OP-ICESCR）是为《经济、社会及文化权利国际公约》建立申诉与调查机制的国际条约，于2008年12月10日由联合国大会通过，于2009年12月24日开放签署。截至2018年底，《议定书》有46国签署，26国签署并批准。2013年5月5日，《议定书》正式生效。